# Судите сами
Суди́те са́ми — общественно-политическое ток-шоу на «Первом канале», выходившее в эфир с 20 октября 2005 по 2 июня 2011 года по четвергам после «Ночных новостей» (сначала ровно в 00:00, затем в 23:50). Ведущим передачи был известный журналист, руководитель Центра стратегических исследований религии и политики современного мира, член Общественной палаты РФ Максим Шевченко. По утверждению ведущего, «это программа для тех, кто не хочет проспать своё будущее». Этой фразой Шевченко открывал каждый выпуск передачи.

## О программе
Ток-шоу пришло на смену программе «Основной инстинкт», откуда перешли все люди, составлявшие её редакцию (кроме Светланы Сорокиной). В передаче обсуждались самые актуальные и важные темы текущего момента. Первая передача, вышедшая в эфир 20 октября 2005 года, была посвящена событиям, связанным с убийством перуанского студента в Воронеже. В первых выпусках передачи (формата 2005 — 2008 годов) на площадку из зала вызывались приглашённые общественные и политические деятели, отстаивавшие противоположные позиции относительно поставленного в студии вопроса. Тема каждого выпуска — это утвердительная/вопросительная формулировка, нацеленная на своеобразную провокацию: «Что лучше: совок или демократия?», «Является ли смерть Патаркацишвили политическим убийством?», «Февральская революция — благо или катастрофа для России?», «Введение ЕГЭ — вред или польза для российского образования?», «Кем был Пиночет — кровавым диктатором или спасителем своего отечества?», «Нужно ли отменить мораторий на смертную казнь?», «Допустимо ли использование альтернативных, физических методов наказания преступления?» и др.
Ближе к концу эфирного времени программы (как правило, при выходе с рекламного блока) ведущий подводил итоги голосования на поставленный в студии вопрос с двумя однозначными вариантами ответа — «Да» и «Нет» — в процентном соотношении. В голосовании (так же, как и в «Основном инстинкте») принимают участие зрители, находящиеся в студии передачи, при помощи специальных пультов с двумя кнопками.
Осенью 2008 года формат программы немного изменился. Теперь в программе несколько гостей за круглым столом обсуждали с ведущим одну заранее выбранную тему — без проведения голосований. За последнее время существования программы её участники обсудили войну в Грузии в августе 2008 года, события на Манежной площади в Москве, скандал с публикацией документов сайтом WikiLeaks, сотрудничество России с НАТО, дело Егора Бычкова, отношения России и Белоруссии и множество других событий в стране и мире.

## Студия
Первоначально студия представляла собой площадку-колизей, где стоял ведущий, вверху находился плазменный экран для демонстрации видеосюжетов, в остальное время слайда с темой программы. С одной стороны сидели люди, которые ЗА то или иное мнение, с другой — те, кто ПРОТИВ. На площадку вызывались гости из студии. С осени 2008 года дизайн студии немного поменялся — в центре студии стал находиться круглый стол для гостей.

## Участники
Частыми гостями передачи были: журналист Михаил Леонтьев, историк и политолог Наталья Нарочницкая, политик Владимир Жириновский, депутат Госдумы РФ Александр Хинштейн, президент Фонда эффективной политики Глеб Павловский, член партии «Единая Россия» Андрей Исаев, главный редактор «Независимой газеты» Константин Ремчуков, Президент Центра Никсона Дмитрий Саймс. Приглашались представители разных политических взглядов, члены как партии «Единая Россия», так и представители правой и левой оппозиции. Гости программы, жарко дебатируя, отстаивая собственные позицию и точку зрения, обсуждали самую актуальную общественно-политическую тему недели. В одном из интервью Шевченко назвал своё ток-шоу «одной из самых открытых дискуссионных площадок в отечественном телеэфире, на которой политические деятели всех уровней совершенно свободно обсуждают самые острые проблемы России и мира».
Ведущий также принимает активное участие в дискуссии, занимая одну из позиций.

## Экстренное вещание
За всю историю существования программы в эфир вышло несколько специальных выпусков в формате широкой дискуссии:
- 24 апреля 2007 года, спустя день после смерти Бориса Ельцина, в 21:30 в эфир вышел специальный выпуск программы под названием «Памяти Бориса Ельцина»[19]. В студию к Максиму Шевченко были приглашены все те, кто хорошо знал первого Президента России[20][21].
- 2 декабря 2007 года[22] и 2 марта 2008 года[23] в рамках программы «Время» выходили спецвыпуски программы, посвящённые подведению итогов парламентских и президентских выборов в России. Эти выпуски совместно с Максимом Шевченко вели Михаил Леонтьев и Пётр Толстой.
- 28 августа 2008 года в 23:15 в эфир вышел специальный выпуск программы, полностью посвящённый войне в Грузии в августе того же года[15]. Это был последний выпуск, вышедший в первоначальном формате.
- 9 декабря 2008 года, в день похорон Патриарха Московского и Всея Руси Алексия II в эфир вышел специальный выпуск под названием «Светлой памяти Алексия II посвящается…». Как и в выпуске «Памяти Бориса Ельцина», в передаче приняли участие те, кто хорошо знал Алексия II[24].

Название программы в выпусках от 24 апреля и 2 декабря 2007 года, а также 2 марта и 9 декабря 2008 года не упоминалось.

## Закрытие
2 июня 2011 года программа в последний раз вышла в эфир перед летним отпуском. Последний эфир был посвящён теме «Правда и ложь Гаагского трибунала». Её ведущий Максим Шевченко утверждал, что в сентябре вещание программы возобновится в прежнем формате. Но всё изменилось в течение последующих летних месяцев.
27 июля 2011 года Российский еврейский конгресс обратился с письмом в Общественную палату РФ с призывом исключить Максима Шевченко из её рядов. РЕК также направил письмо руководству «Первого канала» с призывом приостановить сотрудничество с Максимом Шевченко и убрать из ночного эфира выпуски «Судите сами». Позднее конгресс обратился в редакцию радио «Эхо Москвы» с призывом ввести мораторий на эфиры с участием Шевченко. Это произошло после того, как известный тележурналист объяснил действия подозреваемого в терроризме норвежца Брейвика на обозревательском сайте actualcomment.ru, устроившего 22 июля того же года в Норвегии двойной теракт, в результате которого погибли 76 человек и почти 100 человек получили ранения, его неонацистскими взглядами и радикальной симпатией к Израилю.

## Возобновление
С 26 января 2012 года, после непродолжительного перерыва, в эфире «Первого канала» недолго выходила программа со схожим форматом и с тем же ведущим «В контексте». В этой программе Максим Шевченко беседовал с несколькими приглашёнными гостями за круглым столом, массовка и зрители были удалены. В 2014—2016 годах похожий формат, а также декорации и переделанную открывающую видеозаставку использовала другая программа «Первого канала» — «Структура момента» с ведущим Валерием Фадеевым.